# 巖島虹石

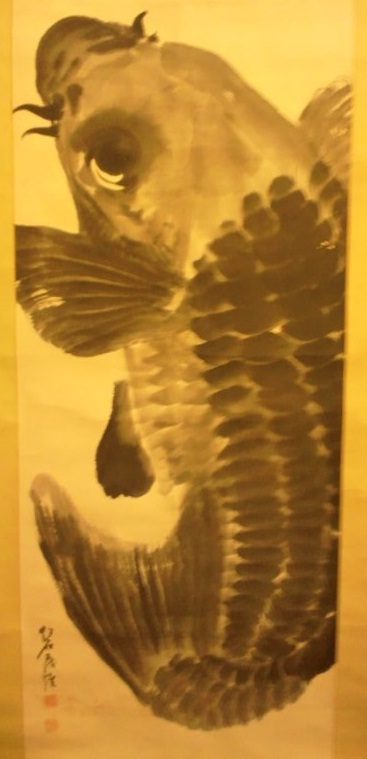
『鯉』島田新谷家所蔵

巖島 虹石（いわじま こうせき、1869年 - 1903年）は日本画家。名は茂雄。明治2年1月26日、現在の山口県光市島田に生まれる。
父、巖島長平　母、マサの長男。
雅号を虹石、公貫、子敏、乾山、巖州、鶴羽山などがある。
幼少の頃から絵の才覚があり、神童と周囲に言われ育った。
熊野神社の社家で、お初穂包みに使った半紙反故がいつもあり、この紙は茂雄少年の望むままに与えられ画童はこれを使って、存分に絵を描いた。その素晴らしい出来栄えに、みな賞賛の言葉を惜しまなかったといわれている。
島田の新谷家には、虹石が11歳の時に描いた「達筆の書」と、「梅花挿瓶図」が所蔵されている。画像の「鯉」は10歳の頃の作品。
15歳で洋画を学び、20歳の時に難波覃庵に師事する。
難波覃庵は備中高松城守将清水宗治の末の老臣で南画の名手であった。
後に森寛斎に師事する。森寛斎が没するまでの7年間精進を続けた。
当時数少ない円山派の画技保持者として、虹石入門の翌々年である明治23年、帝室技芸員を拝命し幕末の動乱や維新の変革によって衰退していた日本画壇の復興の為に貢献したのである。
また森寛斎が81歳で不帰の客となったとき、彼の画室に描きかけの「善悪図」が残されていたが、のちの虹石の加筆によって完成した。
このことから深い師恩を感じた虹石は、毎月2日の師の命日には墓参を欠かすことはなかったといわれている。
同じ時期の寛斎の門には山元春挙や奥谷秋石などの優れた画人がいた。
明治33年、「西園雅集図」を発表する。この時32歳であった。
また京都嵐山渡月橋の近く龍文寺の天井には龍を描いている。
ほかに四国大展覧会においては、「松上鷹図」を出品し、金杯受賞作品となった。
明治35年、秋の美術展で高位に入賞し、京都丸山の平野屋にて祝賀会が開かれた。庭に出た人々は虹石を胴上げすることになり、胴上げした虹石の体を庭石の上に落としたのである。
この時、山元春挙や亡き森寛斎の門下生がいたといわれている。
その後虹石の様態は思わしくなく、悪くなる一方で愛妻である、アイの心労による死で、益々悪化し、幼い娘の孝を残し死去。
虹石往年34歳であった。法名は大雄虹石居士。